# Ново-Михайловское
 Ново-Михайловское— деревня в Смоленской области России, в Дорогобужском районе. Расположена в центральной части области в 1 км к северо-востоку от Дорогобужа, на автодороге Дорогобуж — Верхнеднепровский.
Население — 290 жителей (2007 год). Административный центр Михайловского сельского поселения.

## История
Известна как минимум с конца XVII века (сельцо Михайловское, от имени владельца Михаила Храповицкого). В 1765 году бывшая деревня становится селом (построена деревянная церковь Пророка Илии), в 1822 построена каменная церковь. Владельцами села в своё время были: Киндяковы, Раевские, графы Ностиц. В середине XX века деревня была перенесена на 2 км к юго-западу от прежнего места. На старом месте сейчас окраина посёлка Верхнеднепровский.

## Экономика
Библиотека, медпункт.